# Yukutomo Ryoji
Ryoji Yukutomo (sinh ngày 20 tháng 4 năm 1979) là một cầu thủ bóng đá người Nhật Bản.

## Sự nghiệp câu lạc bộ
Ryoji Yukutomo đã từng chơi cho Sanfrecce Hiroshima và Otsuka Pharmaceutical.